# Puebla de Beleña
Puebla de Beleña es un municipio y localidad española de la provincia de Guadalajara, en la comunidad autónoma de Castilla-La Mancha. El término municipal tiene una población de 57 habitantes (INE 2024). 

## Geografía
El pueblo se alza a 935 m sobre el nivel del mar y se sitúa en la comarca de la Raña, en la Campiña de Guadalajara, a 33 km de la capital alcarreña, en la carretera de Tamajón (CM-1004). El término municipal tiene una superficie de 29,15 km² con una población de 35 habitantes (INE 2021) y una densidad de 1,20 hab/km².
En el término municipal se encuentran las denominadas lagunas de Puebla de Beleña, un espacio natural con el estatus de ZEC-ZEPA. Al este del municipio discurre el río Sorbe.

## Historia
En el pasado fue parte de la Comunidad de Villa y Tierra de Beleña, formando parte del antiguo partido judicial de Cogolludo.
A mediados del siglo XIX, la villa tenía contabilizada una población de 180 habitantes. Aparece descrita en el decimotercer volumen del Diccionario geográfico-estadístico-histórico de España y sus posesiones de Ultramar de Pascual Madoz, bajo la denominación «La Puebla de Veleña», de la siguiente manera:

PUEBLA DE VELEÑA (la): v. con ayunt. en la prov. de Guadalajara (9. leg.), part. jud. de Tamajon (3), aud. terr. de Madrid (14), c. g. de Castilla la Nueva, dióc. de Toledo (26). sit. en terreno elevado con buena ventilacion, y clima sano. Tiene 40 casas; la consistorial con cárcel; escuela de instruccion primaria frecuentada por 26 alumnos, dotada con 30 fan. de trigo; una igl. parr. (San Blas), aneja de la de Veleña. térm. confina N. la Mierla; E. Veleña; S. Robledillo, y O. la Torre de Veleña; dentro de él se encuentran algunas fuentes de buenas aguas, una ermita (La Soledad), y el cas. titulado de la Fuenfria, propio de la familia de los Sres. Clemencin, vec. de Madrid. El terreno fertilizado en parte por el r. Sorbe, tiene una deh. con arbolado: es de regular calidad. caminos: los que conducen á los pueblos limítrofes, todos de herradura y en mediano estado. correo: se recibe y despacha en Cogolludo, por un propio. prod.: trigo, cebada, centeno, uva, hortalizas, alguna, fruta, leñas de combustible y pastos, con los que se mantiene ganado lanar y cabrío; hay caza de perdices, liebres y conejos; pesca de truchas y bogas. ind.: la agrícola y recriacion de ganados. pobl.: 50 vec., 180 almas. cap. imp.: 57,500 rs. contr.: 3,607.
(Madoz, 1849, pp. 250-251)

## Demografía
Puebla de Beleña cuenta con una población de 57 habitantes (INE 2024).
| Gráfica de evolución demográfica de Puebla de Beleña entre 1842 y 2021                                              |
| |
| Población de derecho según los censos de población del INE Población de hecho según los censos de población del INE |

| Nacionalidad | Hombres | Mujeres | Total | %      | Proporción |
| ------------ | ------- | ------- | ----- | ------ | ---------- |
| Española     | 21      | 10      | 31    | 63.2 % |            |
| Extranjera   | 9       | 9       | 18    | 36.7 % |            |

| 33            | 37 | 40 | 52 | 49 | 66 | 51 | 46 | 35 |
| (Fuente: INE) |    |    |    |    |    |    |    |    |

## Patrimonio histórico
- Iglesia de San Blas,[2] del siglo XVII.

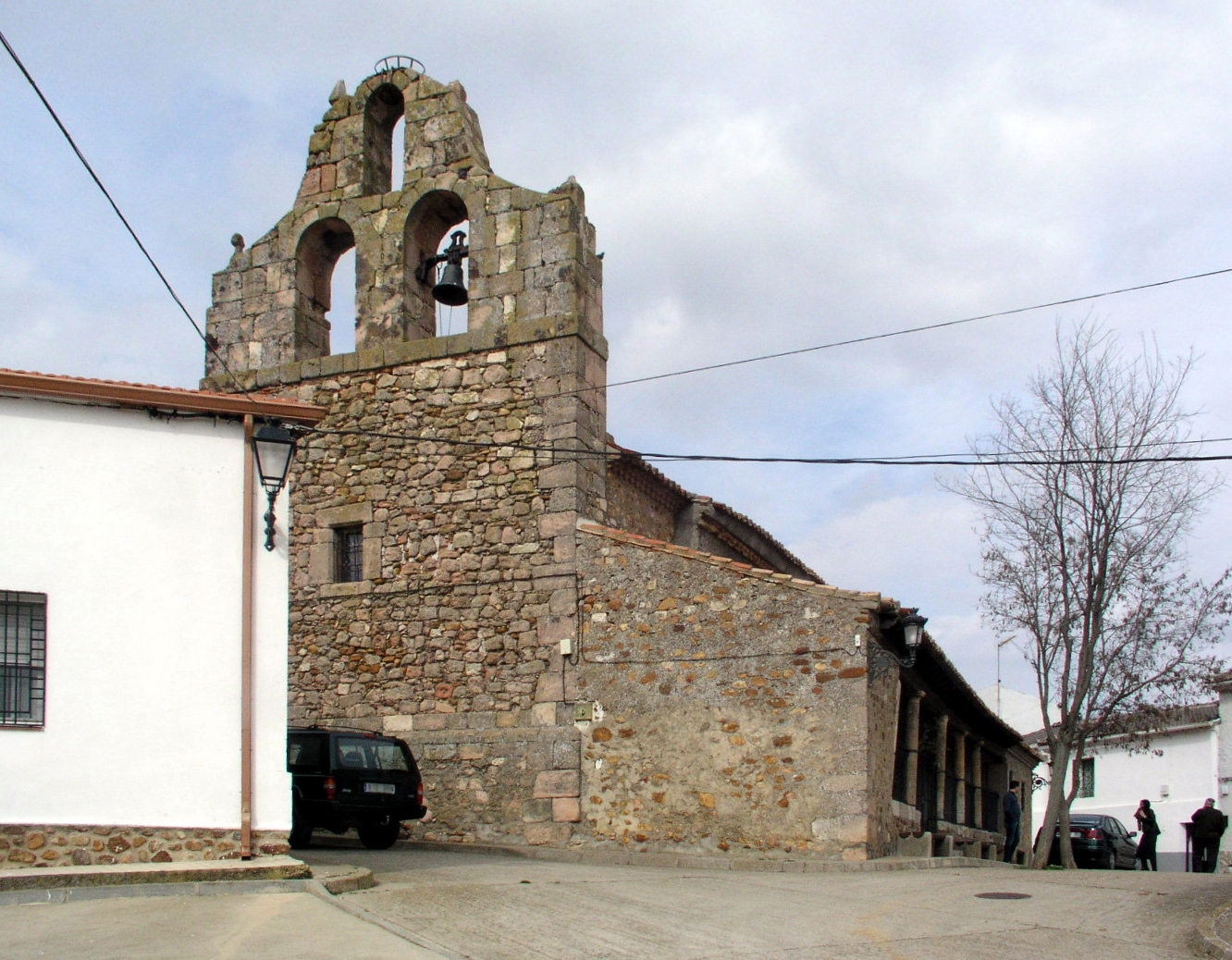
Iglesia de Puebla de Beleña

- Lavadero y la arqueta, del siglo XX.
- Ruinas de la ermita de la Soledad y el Calvario.